# Cotinga pitnegra
La cotinga pitnegra (Pipreola lubomirskii) és una espècie d'ocell passeriforme sud-americana de la família Cotingidae. Pobla les selves de muntanya de Colòmbia, l'Equador, i el Perú.